# Boularderie Island
Boularderie Island är en ö i Kanada.   Den ligger i provinsen Nova Scotia, i den östra delen av landet, 1 200 km öster om huvudstaden Ottawa. Arean är 190 kvadratkilometer.
Terrängen på Boularderie Island är platt. Öns högsta punkt är 146 meter över havet. Den sträcker sig 29,5 kilometer i nord-sydlig riktning, och 29,2 kilometer i öst-västlig riktning.
I omgivningarna runt Boularderie Island växer i huvudsak blandskog. Runt Boularderie Island är det ganska glesbefolkat, med 34 invånare per kvadratkilometer.